# Гори, гори ясно...
Гори, гори ясно... — радянський художній двосерійний телефільм 1983 року, знятий на кіностудії «Ленфільм».

## Сюжет
Телефільм за мотивами однойменної повісті Олександра Кривоносова. Слюсарю-ремонтникові сірникової фабрики Парфену Локтіонову пропонують стати майстром цеху. Нова посада, з одного боку, пов'язана з підвищеною відповідальністю, а з іншого — з меншим заробітком. Теща і дружина наполягають, щоб зазвичай покірний їм Парфен відмовився від зробленої йому пропозиції. Але на цей раз герой фільму повстає проти домашньої тиранії.

## У ролях
- Андрій Мартинов — Парфен Тимофійович Локтіонов
- Світлана Крючкова — Емма, дружина Парфена
- Лідія Федосеєва-Шукшина — Устинівна, теща Парфена
- Тетяна Шестакова — Ксюша Маркелова, станочниця, односельчанка Парфена
- Анатолій Ромашин — Василь Степанович, головний інженер
- Микола Пастухов — Тимофій Локтіонов, батько Парфена
- Лев Дуров — Мокей Іванович Коломєєв, змінний майстер
- Михайло Кононов — Сенько, працівник фабрики
- Валентина Ананьїна — Фаїна, станочниця, сусідка Парфена
- Всеволод Шиловський — Іван Колчин
- Станіслав Садальський — Олексій, працівник фабрики
- Валентин Букін — Гриша, працівник фабрики
- Василь Петренко — Філя, Філімон Філімонич, працівник фабрики
- Анастасія Глез-Петропавловська — станочниця
- Людмила Маркелова — станочниця
- Жанна Ніколаєва — Лідочка, дочка Парфена
- Любов Тищенко — станочниця
- Дагмара Вавилова — епізод
- Ірина Кириченко — Ірина Миколаївна, член фабкому

## Знімальна група
- Режисер — Аян Шахмалієва
- Сценарист — Олег Стукалов-Погодін
- Оператор — Костянтин Рижов
- Композитор — Едуард Артем'єв
- Художник — Євген Гуков